# Democràcia Nacional-Constituent de Dreta
Democràcia Nacional-Constituent de Dreta (DN-CD) fou un partit polític italià creat el 21 de desembre del 1976 com a corrent moderada del Moviment Social Italià per destacats polítics del partit com Ernesto De Marzio, Gastone Nencioni, Raffaele Delfino, Mario Tedeschi, Enzo Giacchero, Giulio Cesare Graziani, Pietro Cerullo; el sindicalista del CISNAL Giovanni Roberti i membres del PDIUM com Achille Lauro i Alfredo Covelli. Pel febrer de 1977 es van escindir del partit i absorbiren 9 senadors i 21 diputats del MSI (de 15 i 35 que tenien).
Defensaven una línia oberta a la DCI i als partits de l'arc parlamentari i donaren suport el govern de Giulio Andreotti. Es presentaren a les eleccions legislatives italianes de 1979, però només va obtenir un 0,7% i cap escó. El 16 de desembre de 1979 es va dissoldre; alguns dels seus membres tornaren al MSI i d'altres al sector Andreotti de la DCI. El gener de 1995, després del Congrés de Fiuggi, ingressaren a l'Alleanza Nazionale.

## Resultats electorals
| Any  | Líder           | Vots    | %    | Escons  | Pos. | Govern            |
| ---- | --------------- | ------- | ---- | ------- | ---- | ----------------- |
| 1979 | Alfredo Covelli | 229,205 | 0.63 | 0 / 630 | 11è  | Extraparlamentari |

## Secretaris
- Ernesto De Marzio (desembre 1976 - juliol 1978)
- Raffaele Delfino (juliol 1978 - abril 1979)
- Piero Cerullo (abril 1979 - desembre 1979)